# 頼三樹三郎

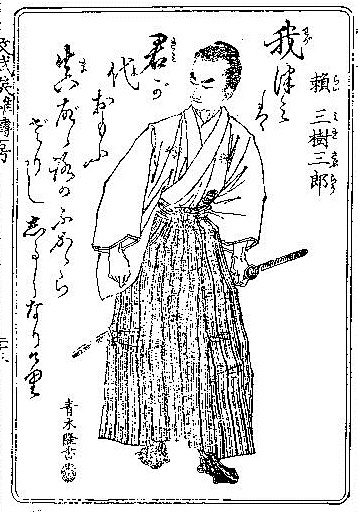
頼三樹三郎（『近世文武英雄伝』（大蘇芳年（月岡芳年）画）

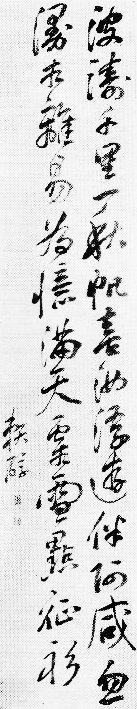
頼三樹筆

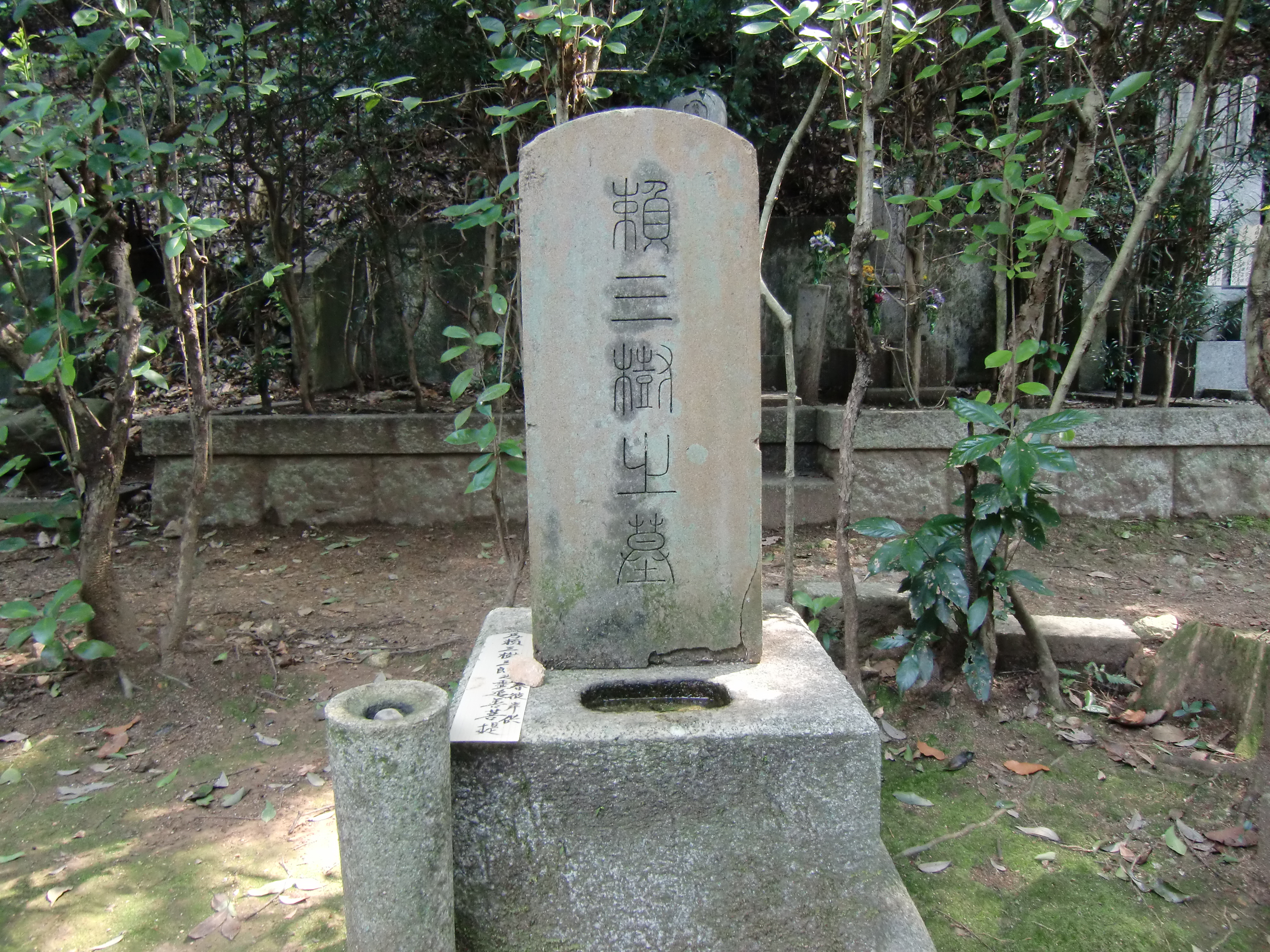
頼三樹三郎の墓・京都市東山区長楽寺にて(2012年3月28日撮影)

頼 三樹三郎（らい みきさぶろう、1825年7月11日（文政8年5月26日） - 1859年11月1日（安政6年10月7日））は、江戸時代末期（幕末）の儒学者。諱は醇。通称は三木八。号は鴨崖。頼山陽の三男。

## 生涯
1825年、儒学者の頼山陽の三男として京都三本木に誕生した。母は近江商人の疋田藤右衛門の四女の梨影（りえ）。
父の山陽をはじめ、1840年からは大坂の儒学者の後藤松陰や篠崎小竹らに学んだ。1843年からは江戸で儒学を学んだが、徳川将軍家の墓所である寛永寺の石灯籠を破壊する事件を起こして退学処分とされた。この時には尊皇運動に感化されており、江戸幕府の朝廷に対する軽視政策に異議を唱えて行なった行動といわれている。
その後、東北地方から蝦夷地へと遊歴し、松前藩で探検家の松浦武四郎と親友となった。1847年（弘化4年）に米沢藩を訪問、山鹿流古学・聖学者と交流した。米沢では父・頼山陽の「川中島（不識庵機山を撃つの図に題す）」に倣い、『滿山の白雪、千巖を沒し。絶險、穿ち過ぐ、嶺十三。幾日の愁懷、今日散ず。　氷山、中斷して、海は藍の如し。』と詩「米澤雪中、大里峠を越ゆ」を吟じている。
1849年には京都に戻り、再び勤王の志士として活動する。しばらくは母の注意もあって自重していたが、やがて母が死去すると家族を放り捨てて勤王運動にのめり込んだ。1851年（嘉永3年）、再び米沢を訪れ興譲館で坂積翠、浅間南溝らと交り盛んに勤皇を論じている 。
1853年にアメリカ合衆国のマシュー・ペリーが来航して一気に政情不安や尊皇攘夷運動が高まりの兆しを見せ始め、1858年には将軍後継者争いが勃発すると、尊王攘夷推進と徳川慶喜（一橋慶喜）擁立を求めて朝廷に働きかけたため、大老の井伊直弼から梅田雲浜・梁川星巌・池内大学と並ぶ危険人物の一人と見なされた。梁川星巌がコレラで亡くなる際、三樹三郎がその最期を看取ったという。
同年、幕府による安政の大獄で捕らえられて、江戸の阿部家福山藩邸において幽閉される。父の山陽の愛弟子である福山藩主の侍講の石川和助は、三樹三郎を厚遇すると同時に必死で助命嘆願を行ったが、幕府の厳しい姿勢は変わらず、間もなく江戸伝馬町牢屋敷で橋本左内や飯泉喜内らとともに斬首された。享年35。墓は京都円山公園の裏にある長楽寺と松蔭神社にある。

## 詩人
三樹三郎が新潟の笹川流れの景観を松島と男鹿の美観を併せ持つとしてうたった「海府遊記」を刻んだ石碑が、新潟県村上市の笹川にある（「頼三樹三郎記念詩碑」）。
次の詩は獄中で囚人仲間と唱和し、『骨董集』と名づけられた詩歌集にある。
| 絶命詩         |                                                    |
| 排雲欲手掃妖蛍 | 雲を排(ひら)き手ずから妖蛍(ようけい)を掃わんと欲し |
| 失脚墜来江戸城 | 失脚 墜ち来たる 江戸の城                           |
| 井底痴蛙過憂慮 | 井底(せいてい)の痴蛙(ちあ) 憂慮に過ぎ              |
| 天辺大月欠高明 | 天辺の大月(たいげつ) 高明を欠く                    |
| 身臨鼎鑊家無信 | 身は 鼎鑊(ていかく)に臨んで 家に信無く             |
| 夢斬鯨鯢剣有声 | 夢に 鯨鯢(げいげい)を斬って 剣に声あり             |
| 風雨他年苔石面 | 風雨 他年 苔石(たいせき)の面                       |
| 誰題日本古狂生 | 誰か題す 日本の古狂生                              |